# Buxerolles (Vienne)
 Buxerolles  es una población y comuna francesa, situada en la región de Poitou-Charentes, departamento de Vienne, en el distrito de Poitiers y cantón de Poitiers-2.

## Demografía
| 274                       | 282 | 286 | 305 | 388 | 376 | 476 | 476 | 528 | 577 | 598 | 648 | 700 | 814 | 867 | 831 | 829 | 885 | 876 | 866 | 889 | 919 | 956 | 1 007 | 1 211 | 2 023 | 3 293 | 4 064 | 5 156 | 5 466 | 6 337 | 8 787 | 9 298 | 9 679 |
| (Fuente: Cassini e INSEE) |     |     |     |     |     |     |     |     |     |     |     |     |     |     |     |     |     |     |     |     |     |     |       |       |       |       |       |       |       |       |       |       |       |

Forma parte de la aglomeración urbana de Poitiers.